# Wilhelm VII (landgraf Hesji-Kassel)
Wilhelm VII (ur. 21 czerwca 1651 r. w Kassel, zm. 21 listopada 1670 r. w Paryżu) – landgraf Hesji-Kassel od 1663 r.

## Życiorys
Wilhelm był najstarszym synem landgrafa Hesji-Kassel Wilhelma VI i Jadwigi Zofii, córki margrabiego Brandenburgii Jerzego Wilhelma Hohenzollerna. W 1663 r., jeszcze jako dziecko, po śmierci ojca został landgrafem Hesji-Kassel. Rządy w jego imieniu sprawowała jego matka. Zmarł zanim zdołał objąć samodzielne rządy. Nie ożenił się i nie pozostawił potomków, jego następcą został młodszy brat Karol I.